# Nysproglig studentereksamen
Nysproglig studentereksamen indførtes ved gymnasiereformen i 1903.
Hidtil havde gymnasiets sproglig-historiske linje været domineret af uddøde sprog, oldgræsk, latin og hebræisk, der havde relevans for fortsatte teologiske studier. Der havde været få timers undervisning i tysk og fransk, men ofte uden at eleverne lærte at tale sprogene, idet de blev drevet på samme måde som de uddøde sprog, der kun var genstand for oplæsning og oversættelse. Engelsk kom (ud over sporadiske tiltag) først med fra 1903.
Den hidtidige sproglig-historiske linje blev fra 1903 videreført som klassisksproglig studentereksamen (også kaldt: gammelsproglig).
Ved gymnasiereformen i 1871 var matematisk studentereksamen blevet en mulighed. Hebræisk var udgået som en del af de sprogliges pensum til studentereksamen.
| Skole | Spire Denne artikel om en skole, en uddannelsesinstitution eller uddannelse er en spire som bør udbygges. Du er velkommen til at hjælpe Wikipedia ved at udvide den. |